# 張乾文 (泳手)
張乾文（Cheung Kin Man，1932年6月15日—），出生於婆羅洲，前香港游泳代表隊成員，綽號「太平山飛魚」，曾是多項香港游泳紀錄的保持者，也是香港奧運史上第一位打破香港紀錄的運動員。張乾文曾參加1952年芬蘭赫爾辛基奧運會、1956年澳洲墨爾本奧運會及1960年意大利羅馬奧運會。1964年夏季奧林匹克運動會火炬接力傳抵香港時，由張乾文負責最後一棒。